# Autonomous Rail Rapid Transit
Autonomous Rail Rapid Transit (ART, 智轨列车) ist ein gleis- und oberleitungsloses Bus-Rapid-Transit-System mit optisch spurgeführten Batteriebussen, das vom CRRC Zhuzhou Institute Co Ltd, einer Tochtergesellschaft der CRRC Corporation Limited, entwickelt und am 2. Juni 2017 in Zhuzhou in der Provinz Hunan vorgestellt wurde. Das Industriedesign wurde von IFS DESIGN in Berlin entworfen.

## Fahrzeuge

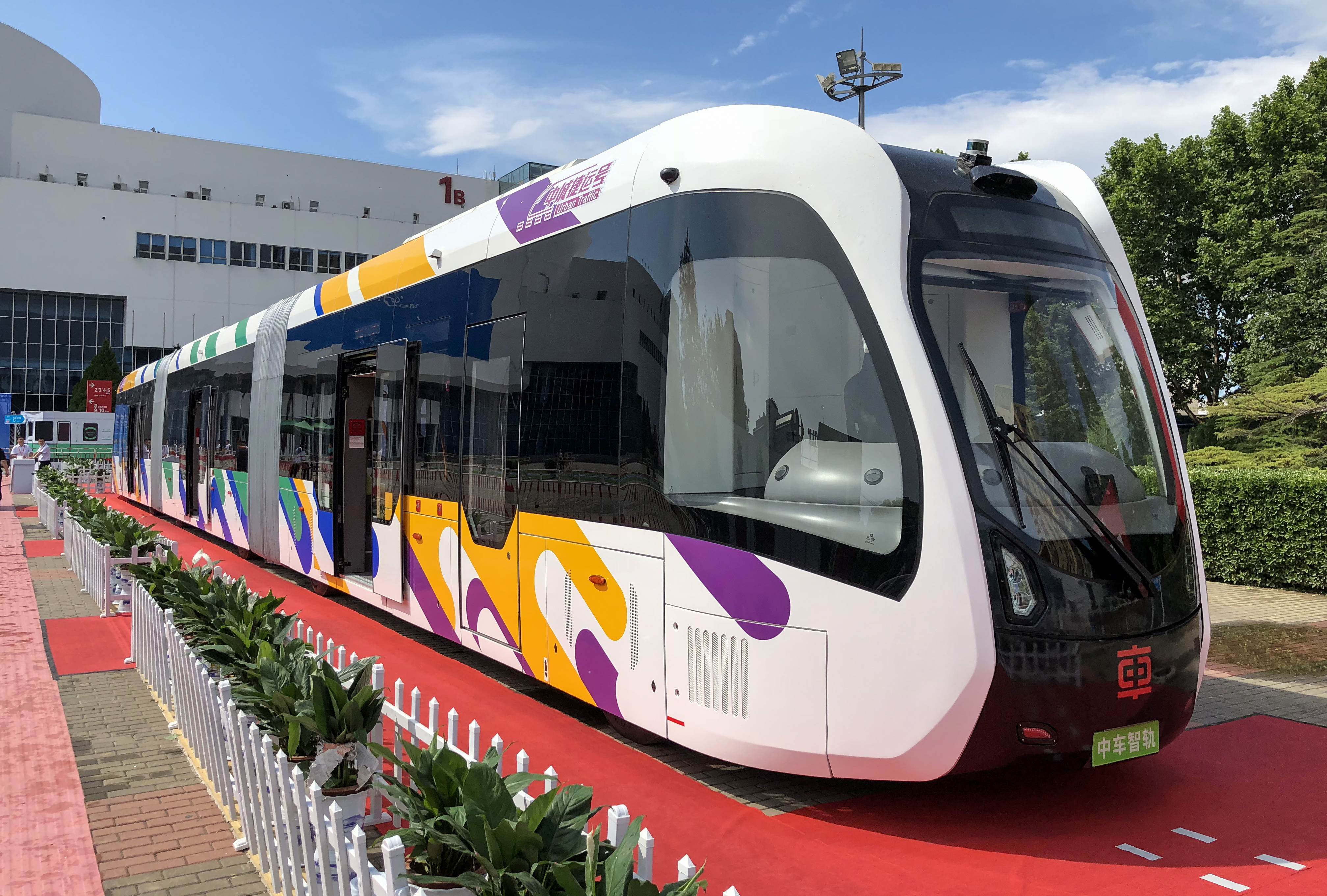
ART auf der Metro Trans 2018

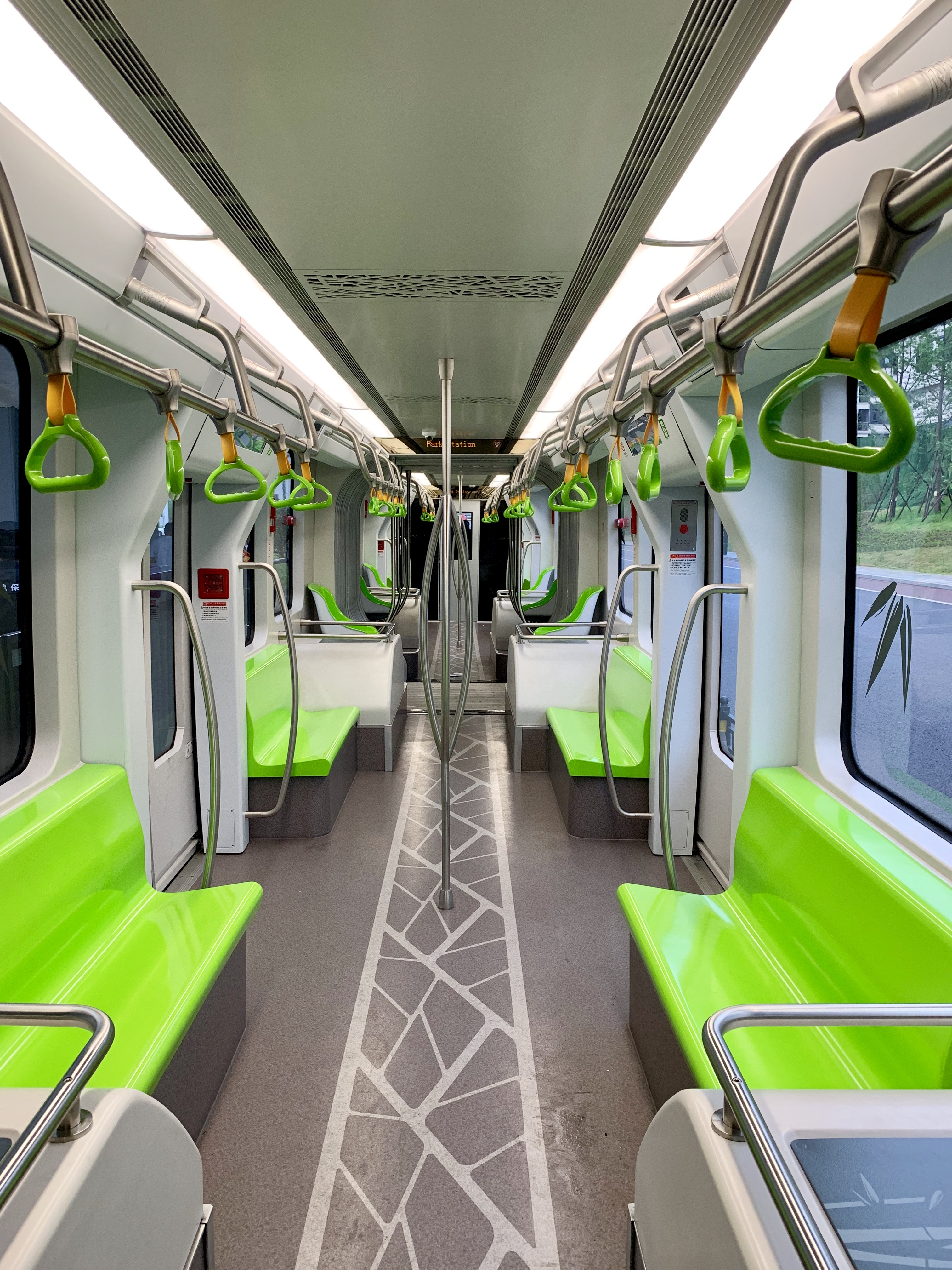
Innenraum

Die Fahrzeuge werden als eine Mischung aus Omnibus, Straßenbahn und Eisenbahn beschrieben. Optisch erinnern die Doppelgelenkwagen an moderne Schienenfahrzeuge oder Oberleitungsbusse, obwohl sie die Flexibilität von Omnibussen haben. Sie können im Ausnahmefall auch abseits ihrer Spurführung fahren, weshalb sie mit Lenkrädern ausgestattet sowie als Kraftfahrzeug zugelassen sind und entsprechende Kennzeichen tragen.
Eine dreiteilige Einheit hat sechs Achsen, ist 31,64 Meter lang und kostet etwa 15 Millionen Yuan (1,9 Millionen Euro, 2,2 Millionen US-Dollar). Sie hat eine Höchstgeschwindigkeit von 70 km/h und kann etwa 300 Fahrgäste befördern. Eine fünfteilige Einheit bietet 500 Fahrgästen Platz. Ein Fahrzeug kann einem anderen dicht folgen, ohne mit ihm gekuppelt zu sein. Das gesamte Fahrzeug ist mit einem Space Frame mit angeschraubten Paneelen in Niederflurbauweise ausgeführt. Als Zweirichtungsfahrzeug kann es mit jeweils einem Führerstand an jedem Ende in beiden Fahrtrichtungen gleich schnell fahren.

## Sensoren und Batterien
Die Fahrzeuge sind mit verschiedenen Sensoren ausgerüstet, die den Fahrer dabei unterstützen, auf einer vorgegebenen Spur zu fahren. Sie können im Fall von Staus oder Straßensperrungen Umwege fahren. Ein Spurhalteassistent (Lane Departure Warning System) hilft, das Fahrzeug in der dafür vorgesehenen Fahrspur zu führen, und warnt den Fahrer automatisch, wenn es die Spur verlässt. Ein Kollisionswarnsystem (Collision Warning System) unterstützt den Fahrer dabei, genügend Abstand von anderen Fahrzeugen zu halten und alarmiert den Fahrer, wenn der Abstand unter einen gewissen Wert sinkt. Das Navigationssystem (Route Change Authorization) informiert über Staus und Straßensperrungen und kann gegebenenfalls Umleitungen empfehlen. Die elektronischen Rückspiegel (Electronic Rearview Mirrors) arbeiten mit über eine Fernbedienung einstellbaren Kameras, die ein klareres Bild als konventionelle Spiegel bieten und automatisch abblenden, um Blendung zu vermeiden.
Die Fahrzeuge werden über Lithiumtitanat-Akkumulatoren mit Energie versorgt und können mit einer vollen Ladung etwa 40 Kilometer zurücklegen. Die Batterien können an den Haltestellen über Stromabnehmer wieder aufgeladen werden. Die Wiederaufladezeit beim Schnellladen für drei bis fünf Kilometer beträgt 30 Sekunden, und für 25 Kilometer etwa zehn Minuten.

## Vor- und Nachteile
Da es keine Gleise und keine Oberleitung gibt, kann die Route den Verkehrsbedingungen entsprechend angepasst werden, zum Beispiel bei Verkehrsbehinderungen durch Unfälle oder Straßenbauarbeiten. Das im Fahrzeug eingebaute Navigationssystem kommuniziert mit einem intelligenten Signalsystem, das zum Beispiel Verkehrsampeln grün schaltet. Das schienenlose System führt zu geringen Wartungskosten. Das Schnellladesystem für die Akkumulatoren macht die Elektrifizierung der Strecken über Oberleitungen überflüssig und reduziert die in der Innenstadt produzierten Abgase.
Wie bei anderen geführten Omnibussystemen kann es an Haltestellen und auf der Strecke zu Spurrillen kommen, da alle Räder in der exakt selben Spur fahren. Die Eignung des Systems für den Winterbetrieb bei Eis und Schnee wurde in Erwägung gezogen, aber noch nicht demonstriert.

## Betriebe
Anfang 2025 sind weltweit drei Systeme im kommerziellen Betrieb, weitere zwei sind im Probebetrieb. Das erste System außerhalb der Volksrepublik China ist in Mexiko im Bau und wird voraussichtlich Ende Juni 2025 eröffnet.
| Kommerziell betriebene Systeme | Kommerziell betriebene Systeme | Kommerziell betriebene Systeme | Kommerziell betriebene Systeme | Kommerziell betriebene Systeme | Kommerziell betriebene Systeme | Kommerziell betriebene Systeme |
| Linie                          | System                         | Ort                            | Staat                          | Strecken- länge                | Anzahl Stationen               | Eröffnung                      |
| ------------------------------ | ------------------------------ | ------------------------------ | ------------------------------ | ------------------------------ | ------------------------------ | ------------------------------ |
| Linie A1                       | Zhuzhou ART                    | Zhuzhou                        | Volksrepublik China            | 03,6 km                        | 04                             | 2018-05-18                     |
| Linie A2                       | Zhuzhou ART                    | Zhuzhou                        | Volksrepublik China            | 07,1 km                        | 7 + 1 (zeitweise)              | 2021-03-30                     |
| Linie T1                       | Yibin ART                      | Yibin                          | Volksrepublik China            | 17,7 km                        | 16                             | 2019-12-05                     |
| Linie 1                        | Lingang DRT                    | Shanghai                       | Volksrepublik China            | 47,9 km                        | 26                             | 2021-06-30                     |
| Linie 2                        | Lingang DRT                    | Shanghai                       | Volksrepublik China            | 47,9 km                        | 26                             | 2022-11-28                     |
| Linie 3                        | Lingang DRT                    | Shanghai                       | Volksrepublik China            | 47,9 km                        | 26                             | 2023-07-05                     |
| Systeme im Vorlaufbetrieb      |                                |                                |                                |                                |                                |                                |
| SRT Linie 1                    | Yancheng SRT                   | Yancheng                       | Volksrepublik China            | 13,0 km                        | 17                             | 2021-04-16                     |
|                                | Yongxiu ART                    | Yongxiu                        | Volksrepublik China            | 05,0 km (geplant 16,0 km)      | 04                             | 2019-03-20                     |
| Systeme im Bau                 |                                |                                |                                |                                |                                |                                |
|                                | Tren ligero de Campeche        | Campeche                       | Mexiko                         | 14,6 km                        | 14                             | 2025-06-30 geplant             |

Als erste ART-Strecke ging 2018 eine 6,5 Kilometer lange Teststrecke in der Innenstadt von Zhuzhou in Betrieb. Die Fahrspuren sind mindestens 3,83 Meter breit und haben einen minimalen äußeren Wendekreis von 15 Metern. Am 5. Dezember 2019 wurde als zweites System in Yibin die 17,7 Kilometer lange ART-Linie T1 eröffnet.